# Seznam biskupů a arcibiskupů v Galvestonu-Houstonu

## Apoštolský prefekt Texasu
- 1840–1847: John Timon, C.M.

## Apoštolský vikář Texasu
- 1841–1847: Jean-Marie Odin, C.M. (následně biskup Galvestonský)

## Biskupové v Galvestonu (1847–1959)
- 1847–1861: Jean-Marie Odin, C.M.,  následně arcibiskup v New Orleans
- 1862–1892: Claude Marie Dubuis
- 1892–1918: Nicolaus Aloysius Gallagher
- 1918–1950: Christopher Edward Byrne
- 1950–1959: Wendelin Joseph Nold (pak biskup galvestonsko-houstonský)

## Biskupové v Galvestonu–Houstonu (1959–2004)
- 1959–1975: Wendelin Joseph Nold
- 1975–1984: John Louis Morkovsky
- 1984–2004: Joseph Fiorenza (pak arcibiskup)

## Arcibiskupové v Galvestonu–Houstonu (od 2004)
- 2004–2006: Joseph Fiorenza
- od 2006: kardinál Daniel Nicholas DiNardo